# Parada Utopia AquaRio
Parada Utopia AquaRio é uma das estações do VLT Carioca, situada no Rio de Janeiro, entre a Parada Cidade do Samba Tia Ciata e a Parada dos Navios/Valongo. Faz parte da Linha 1.
Foi inaugurada em 12 de julho de 2016. Localiza-se na Praça Muhammad Ali, próximo a locais como o AquaRio, o Armazém da Utopia e a roda-gigante Rio Star. Atende o bairro da Gamboa.